# Nối nêm
Nối nêm là cách thức dùng để nối hai đoạn dây (từ 2 hướng khác nhau hoặc 2 đoạn dây cùng hướng), điểm cốt lõi ở nối nêm là dùng miếng nêm  để nêm vào (chèn vào) khoảng không gian giữa 2 sợi dây (ứng dụng nhiều, phong phú cho ngành Điện Lực trên lưới điện áp trung thế, cao thế, dây cáp điện đường kính lớn, lực căng lớn...), sau khi nêm (chèn) vào đến khi đạt lực căng, lực ép lớn, tiếp xúc đảm bảo nhiều nhất nhưng không làm tổn hại, hư hỏng dây. Lúc này, (miếng nêm cũng đã vào vị trí khớp cố định sẵn) dây phía trên miếng nêm bị ép chặt, sát vào ngoàm kẹp phía trên, dây phía dưới bị ép sát, chặt vào ngoàm kẹp phía dưới (tất nhiên cả hai ngoàm kẹp phải đảm bảo lực kẹp (chịu lực) đủ mạnh để duy trì cả hai đoạn dây và miếng nêm luôn được cố định trong 2 ngoàm bền bỉ..
Hình dáng ngoàm kẹp tương tự chữ C, cả hai đoạn dây cần kẹp (cần nối) và miếng nêm phải nằm lọt gọn gàng trong lõi chữ C 
Tên chú thích thường xuyên được dùng tại Việt Nam là:
- Nối nêm hay Nối nêm chữ C, hoặc Nối nêm rẽ nhánh hay Nối nêm chữ C rẽ nhánh
- Kẹp nêm hay Kẹp nêm chữ C, hoặc Kẹp nêm rẽ nhánh, hay Kẹp nêm chữ C rẽ nhánh
Chất liệu thường dùng: Alloy Alluminium - Nhôm Hợp Kim, chịu lực rất tốt, nhưng trọng lượng rất nhẹ
Lĩnh vực thường dùng: Phụ kiện dùng trên lưới điện trung thế / cao thế của Ngành Điện Lực
Công năng tóm tắt: (Điện áp Trung thế và Cao Thế) Nối/Kẹp cáp điện lực, Nối/Kẹp rẽ (chia) nhánh cáp điện lực, Nối/Kẹp cáp điện lực với thiết bị điện lực
Tiếng Anh: Wedge Connector hoặc Wedge Clamp, Quickwej C clamp vietnam, Quickwej C connector vietnam, Quickwej Connector, Quickwej Clamp
Tiếng Anh liên quan: Accessory hoặc Accessories, Smart Grid, Power Grid, Power Distribution, Electric Power, Electricity
Điều kiện quan trọng cho nối nêm trên lưới điện: Tổn hao khi dùng nối nêm phải thấp hơn nhiều lần so với tổn hao khi dùng nối có siết ốc, siết ép thông thường bằng nối rẽ chữ H, hoặc nối chữ H, buộc phải siết ép bằng thiết bị ép, siết chuyên dụng.